# Riegelsberg
Riegelsberg är en kommun i Stadtverband Saarbrücken i Saarland, Tyskland. Kommunen ligger nordost om Saarbrücken och har omkring 15 000 invånare. Förbi kommunen sträcker sig motorvägen A1.
De tidigare kommunerna Riegelsberg och Walpershofen bildade 1 januari 1974 den nya kommunen Riegelsberg.